# Nouvion-l'Abbesse
Nouvion-l'Abbesse est une ancienne commune française, située dans le département de l'Aisne en région Hauts-de-France.

## Toponymie

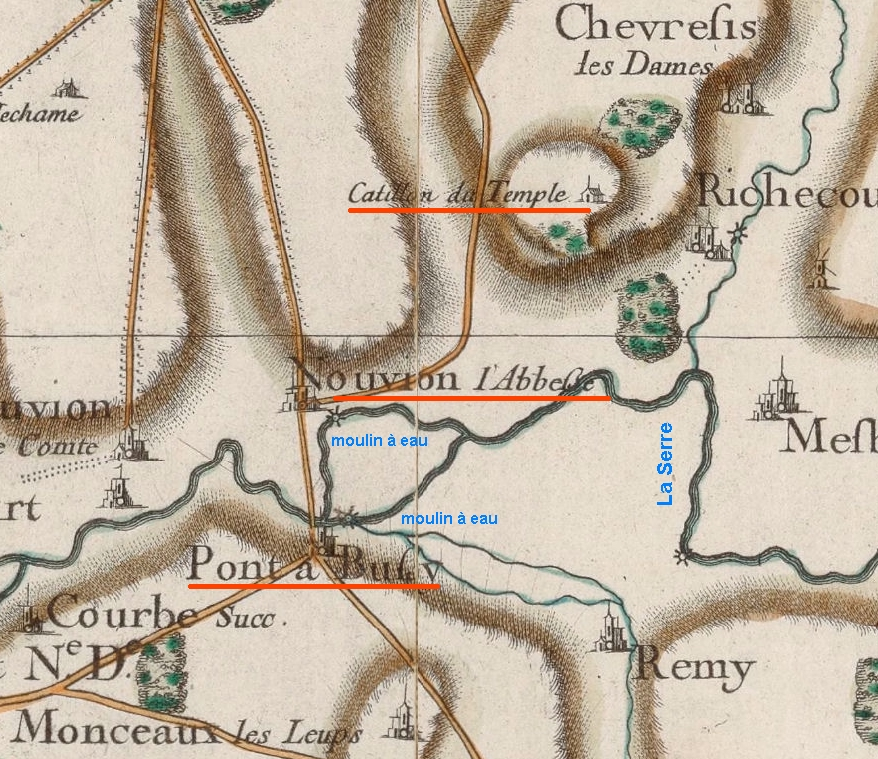
Carte de Cassini du secteur.

Le nom de la localité est attesté sous les formes Municipium nomine Novigentum (XIIe siècle) ; Noviant-Abbatissa (1163) ; Nogentum-Abbatissa (1170) ; Nongentum-Abbatissæ (1173) ; Noviant (1216) ; Noviant-Abbatissa (1221) ; Noviantum-Abbatisse (1252) ; Nouviant-l’Abbesse (1327) ; Noviant-l’Abbesse (1389) ; Nouviant-l’Abesse (1393) ; Nouvyon (1481) ; Noviant-l’Abesse (1513) ; Nouvyant-l’Abbesse (1534) ; Nouvion-l’Abbesse, Nouvyon-l’Abbesse (1552) ; Nouvion-l’Abesse (1583) ; Nouvyan-l’Abesse (1584) ; Novion-l’Abesse (1607) ; Nouvion-le-Franc (1793).

Nouvion : de l'adjectif gaulois novio « nouveau » et -ó- magos « marché ».
Il y a tout lieu de croire que le domaine de Nouvion l'Abbesse appartint d'abord à l'église de Laon, des mains de laquelle il passa plus tard dans celles de l'abbaye de Notre-Dame de cette ville, d'où le surnom de l'abbesse appliqué à ce village. Les religieuses de Notre-Dame ayant été chassées de leur maison en 1128, on les dispersa dans différents villages de leur domaine. Quelques-unes furent placées à Nouvion l'Abbesse où l'on construisit pour elles un petit cloître.
La carte de Cassini montre qu'au XVIIIe siècle, Nouvion-l'Abbesse est une paroisse  située sur la rive droite de La Serre. Au nord-est, Catillon-du-Temple est un simple hameau.

## Histoire
La commune de Nouvion-l'Abbesse a été créée lors de la Révolution française. Le 8 septembre 1845, elle est supprimée par ordonnance et elle fusionne avec la commune voisine de Catillon-du-Temple. La nouvelle entité prend le nom de Nouvion-et-Catillon.

## Administration
Jusqu'à sa fusion avec Catillon-du-Temple en 1845, la commune faisait partie du canton de Crécy-sur-Serre dans le département de l'Aisne. Elle appartenait aussi à l'arrondissement de Laon depuis 1801 et au district de Laon entre 1790 et 1795. La liste des maires de Nouvion-l'Abbesse est :
| Période                                  | Période | Identité | Étiquette | Qualité |
| ---------------------------------------- | ------- | -------- | --------- | ------- |
|                                          |         |          |           |         |
| Les données manquantes sont à compléter. |         |          |           |         |

## Démographie
Jusqu'en 1845, la démographie de Nouvion-l'Abbesse était :
| 1793 | 1800 | 1806 | 1821 | 1831 | 1836 | 1841 |
| ---- | ---- | ---- | ---- | ---- | ---- | ---- |
| 676  | 827  | 851  | 876  | 969  | 974  | 960  |